# Basketball-Bundesliga 2011-2012
La Basketball-Bundesliga 2011-2012 è stata la 46ª edizione del massimo campionato tedesco di pallacanestro maschile. La vittoria finale è stata ad appannaggio del Brose Baskets Bamberg.

## Stagione regolare
|     | Squadra                   | G  | V  | P  | PF    | PS    | Pt. | Qualificazione     |
| --- | ------------------------- | -- | -- | -- | ----- | ----- | --- | ------------------ |
| 1.  | Brose Baskets Bamberg     | 34 | 30 | 4  | 3.033 | 2.387 | 60  | playoffs           |
| 2.  | ratiopharm Ulm            | 34 | 27 | 7  | 2.778 | 2.539 | 54  | playoffs           |
| 3.  | Alba Berlin               | 34 | 26 | 8  | 2.825 | 2.478 | 52  | playoffs           |
| 4.  | Artland Dragons           | 34 | 24 | 10 | 2.870 | 2.655 | 48  | playoffs           |
| 5.  | F.C. Bayern München       | 34 | 22 | 12 | 2.672 | 2.513 | 44  | playoffs           |
| 6.  | s.Oliver Baskets Würzburg | 34 | 20 | 14 | 2.431 | 2.295 | 40  | playoffs           |
| 7.  | NewYorker Phantoms        | 34 | 18 | 16 | 2.645 | 2.651 | 36  | playoffs           |
| 8.  | Telekom Baskets Bonn      | 34 | 18 | 16 | 2.730 | 2.618 | 36  | playoffs           |
| 9.  | Fraport Skyliners         | 34 | 17 | 17 | 2.347 | 2.337 | 34  |                    |
| 10. | EWE Baskets Oldenburg     | 34 | 16 | 18 | 2.736 | 2.755 | 32  |                    |
| 11. | Eisbären Bremerhaven      | 34 | 16 | 18 | 2.626 | 2.731 | 32  |                    |
| 12. | Walter Tigers Tübingen    | 34 | 15 | 19 | 2.628 | 2.719 | 30  |                    |
| 13. | BBC Bayreuth              | 34 | 12 | 22 | 2.57  | 2.643 | 24  |                    |
| 14. | TBB Trier                 | 34 | 11 | 23 | 2.297 | 2.509 | 22  |                    |
| 15. | Phoenix Hagen             | 34 | 11 | 23 | 2.689 | 3.016 | 22  |                    |
| 16. | EnBW Ludwigsburg          | 34 | 10 | 24 | 2.601 | 2.655 | 20  |                    |
| 17. | LTi Gießen 46ers          | 34 | 9  | 25 | 2.341 | 2.645 | 18  | retrocesse in ProA |
| 18. | BG 74 Göttingen           | 34 | 4  | 30 | 2.327 | 2.787 | 8   | retrocesse in ProA |

## Playoff
|  | Quarti di finale | Quarti di finale | Quarti di finale |      |                 | Semifinali | Semifinali | Semifinali |  |  | Finali | Finali    | Finali |
|  |                  |                  |                  |      |                 |            |            |            |  |  |        |           |        |
|  | 1.               | Bamberger        | 3                |      |                 |            |            |            |  |  |        |           |        |
|  | 8.               | Telekom Bonn     | 1                |      |                 |            |            |            |  |  |        |           |        |
|  | 8.               | Telekom Bonn     | 1                |      | 1.              | Bamberger  | 3          |            |  |  |        |           |        |
|  |                  |                  |                  |      | 1.              | Bamberger  | 3          |            |  |  |        |           |        |
|  |                  | 4.               | Artland Dragons  | 0    |                 |            |            |            |  |  |        |           |        |
|  | 4.               | 4.               | Artland Dragons  | 0    | Artland Dragons | 3          |            |            |  |  |        |           |        |
|  | 4.               |                  |                  |      | Artland Dragons | 3          |            |            |  |  |        |           |        |
|  | 5.               | Bayern Monaco    | 2                |      |                 |            |            |            |  |  |        |           |        |
|  |                  |                  |                  |      |                 |            |            |            |  |  | 1.     | Bamberger | 3      |
|  |                  |                  | 2.               | Ulma | 0               |            |            |            |  |  |        |           |        |
|  | 2.               | Ulma             | 3                |      |                 |            |            |            |  |  |        |           |        |
|  | 7.               | Braunschweig     | 0                |      |                 |            |            |            |  |  |        |           |        |
|  | 7.               | Braunschweig     | 0                |      | 2.              | Ulma       | 3          |            |  |  |        |           |        |
|  |                  |                  |                  |      | 2.              | Ulma       | 3          |            |  |  |        |           |        |
|  |                  | 6.               | Würzburg Baskets | 0    |                 |            |            |            |  |  |        |           |        |
|  | 3.               | 6.               | Würzburg Baskets | 0    | Alba Berlino    | 1          |            |            |  |  |        |           |        |
|  | 3.               |                  |                  |      | Alba Berlino    | 1          |            |            |  |  |        |           |        |
|  | 6.               | s.Oliver Baskets | 3                |      |                 |            |            |            |  |  |        |           |        |

| Basketball-Bundesliga 2011-2012 |
| ------------------------------- |
| Brose Bamberg 5º titolo         |

## Squadra vincitrice
| N°   | Naz.                   | Ruolo | Sportivo         |  | Alt. |  |
| ---- | ---------------------- | ----- | ---------------- |  | ---- |  |
| 8    | Serbia (bandiera)      | A     | Predrag Šuput    |  | 200  |  |
| 9    | Germania (bandiera)    | G     | Karsten Tadda    |  | 190  |  |
| 10   | Germania (bandiera)    | C     | Johannes Richter |  | 206  |  |
| 11   | Stati Uniti (bandiera) | P     | Julius Jenkins   |  | 187  |  |
| 12   | Germania (bandiera)    | G     | Daniel Schmidt   |  | 185  |  |
| 13   | Germania (bandiera)    | P     | Maurice Stuckey  |  | 187  |  |
| 14   | Germania (bandiera)    | C     | Philipp Neumann  |  | 209  |  |
| 21   | Germania (bandiera)    | C     | Tibor Pleiß      |  | 216  |  |
| 22   | Stati Uniti (bandiera) | P     | Brian Roberts    |  | 188  |  |
| 23   | Stati Uniti (bandiera) | AP    | Casey Jacobsen   |  | 198  |  |
| 24   | Stati Uniti (bandiera) | AP    | P.J. Tucker      |  | 196  |  |
| 25   | Slovacchia (bandiera)  | P     | Anton Gavel      |  | 189  |  |
| 33   | Germania (bandiera)    | GA    | Steven Monse     |  | 198  |  |
| 44   | Stati Uniti (bandiera) | AC    | Marcus Slaughter |  | 204  |  |
| All. | Stati Uniti (bandiera) |       | Chris Fleming    |  |      |  |

## Premi e riconoscimenti
- MVP regular season:  John Bryant, ratiopharm Ulm
- MVP finals:  P.J. Tucker, Brose Bamberg
- Allenatore dell'anno:  Thorsten Leibenath, ratiopharm Ulm
- Attaccante dell'anno:  DaShaun Wood, ALBA Berlin
- Difensore dell'anno:  Anton Gavel, Brose Bamberg
- Giocatore più migliorato:  Maik Zirbes, TBB Trier
- Premio Pascal Roller:  Per Günther, ratiopharm Ulm
- Rookie dell'anno:  Maik Zirbes, TBB Trier
- All-BBL First Team:
  - G  DaShaun Wood, ALBA Berlin
  - G  Isaiah Swann, Ratiopharm Ulm
  - F  Casey Jacobsen, Brose Bamberg
  - F  P.J. Tucker, Brose Bamberg
  - C  John Bryant, Ratiopharm Ulm
- All-BBL Second Team:
  - G  Jared Jordan, Telekom Baskets Bonn
  - G  Anton Gavel, Brose Bamberg
  - F  Bryce Taylor, ALBA Berlin
  - F  Chevon Troutman, Bayern Monaco
  - C  Tibor Pleiß, Brose Bamberg